# Jan Nepomuk z Klebelsbergu
Jan Nepomuk říšský hrabě z Klebelsbergu a Thumburgu (Johann Nepomuk Reichsgraf von Klebelsberg, Freiherr zu Thumburg) (17. února 1772 Szoboszló – 1. června 1841 Terezín) byl rakouský generál. V rakouské armádě sloužil od roku 1785, vynikl svou účastí během napoleonských válek. Později dosáhl hodnosti generála jízdy, svou kariéru završil jako zemský velitel na Moravě (1831–1834) a velitel pevnosti Terezín (1834–1841), kde také zemřel.

## Životopis
Pocházel z tyrolské šlechtické rodiny, která vlastnila statky v severních Čechách a v roce 1733 získala říšský hraběcí stav. Byl synem c.k. generálmajora Prokopa Zikmunda Klebelsberga (1735–1819), matka Marie Josefa (1739–1800) pocházela z rodu Ugarte. Do armády vstoupil jako kadet v roce 1785 a pod velením svého otce se zúčastnil války proti Turkům, později bojoval ve francouzských revolučních válkách. V roce 1797 dosáhl hodnosti majora, v roce 1802 byl jmenován c.k. komořím a po povýšení na plukovníka (1805) velel v severní Itálii. Zúčastnil se tažení v roce 1809, téhož roku byl povýšen na generálmajora a získal Řád Marie Terezie.
V roce 1813 dosáhl hodnosti polního podmaršála a bojoval v bitvě u Lipska, v následujícím roce pod Aloise Lichtenštejnem operoval na Rýně a dosáhl samostatného vítězství u St Julien ve Švýcarsku nad generálem Marchandem (1. března 1814). Ještě v roce 1814 obdržel Vojenský záslužný kříž a Leopoldův řád, později získal francouzský Řád sv. Ludvíka (1816) a ruský Řád sv. Anny (1820). V roce 1831 byl povýšen na generála jezdectva a v letech 1831–1834 byl zemským velitelem pro Moravu a Slezsko se sídlem v Brně. Od roku 1832 byl též c.k. tajným radou. Závěr své kariéry strávil jako velitel pevnosti v Terezíně (1834–1841), kde také zemřel.
Od roku 1811 byl členem c. k. vlastenecko-hospodářské společnosti a v letech 1839 až 1841 členem jejího centrálního komité.

## Rodina
Jeho majetkem v Čechách byl zámek Libořice, který koupil v roce 1817 od strýce. V roce 1806 se oženil s Chorvatkou, hraběnkou Annou Pejačevićovou z Veröcze (1785–1847), c.k. palácovou dámou a dámou Řádu hvězdového kříže. Měli spolu osm dětí, synové sloužili v armádě, z nich Julius zdědil statek Libořice a v roce 1847 jej prodal. Dcera Leopoldina (1817–1909) se provdala za c.k. generálmajora hraběte Karla Apponyiho (1805–1890).
Strýc Jana Nepomuka Vojtěch Václav z Klebelsbergu (1738–1812) zastával řadu let vysoké zemské úřady v Českém království, naposledy byl nejvyšším maršálkem (1803–1812). Bratranec hrabě Alois Ugarte (1784–1845) byl dlouholetým moravským zemským hejtmanem (1834–1845).